# Cuphead
Cuphead er et sidescrollende run and gun-spil udviklet og udgivet af den uafhængige canadiske spiludvikler StudioMDHR Entertainment. Målet med spillet er, at en eller to spillere, i rollen som Cuphead eller hans bror Mugman, kæmper sig gennem en række chefskampe for at tilbagebetale en gæld til djævelen. Spillets grafiske stil er inspireret af amerikanske tegnefilm fra 1930'erne, sådanne som blev produceret af blandt andre Max Fleischer og Walt Disney. 
Cuphead blev lanceret internationalt til Microsoft Windows og Xbox One 29. september 2017. Det har fået positiv modtagelse og har været en kommerciel succes. Spillet har modtaget ros for dets grafiske stil og den udfordrende sværhedsgrad, og har 20. december 2017 solgt over to millioner kopier. Under E3 2018 blev det annonceret nyt indehold til spillet, tituleret The Delicious Last Course, som kommer ud i 2019 og har en ny spilbar figur, nye niveauer og chefskampe.

## Ekstern henvisning
- Officiel hjemmeside